# كيلفين ليردام
كيلفين ليردام (بالهولندية: Kelvin Leerdam)‏ (24 يونيو 1990 بباراماريبو في سورينام - ) هو لاعب كرة قدم هولندي في مركز الوسط. شارك مع منتخب هولندا تحت 19 سنة لكرة القدم ومنتخب هولندا تحت 21 سنة لكرة القدم. أما مع النوادي، فقد لعب مع فاينورد وفيتيسه آرنهم.

## روابط خارجية
- كيلفين ليردام على موقع الدوري الأمريكي (الإنجليزية)
- كيلفين ليردام على موقع قاعدة بيانات كرة القدم.إي يو (الإنجليزية)
- كيلفين ليردام على موقع ناشيونال فوتبول تيمز (الإنجليزية)
- كيلفين ليردام على موقع Soccerway.com (الإنجليزية)